# Teen Agent – Wenn Blicke töten könnten
Teen Agent – Wenn Blicke töten könnten (Alternativtitel: Der Spion, der aus der Highschool kam; Originaltitel: If Looks Could Kill) ist eine US-amerikanische Actionkomödie aus dem Jahr 1991. Regie führte William Dear, das Drehbuch schrieb Darren Star.

## Handlung
Der 18-jährige Schüler Michael Corben aus Detroit hat zum Jahresabschluss eine sehr schlechte Note in Französisch bekommen. Seine Klasse plant unter der Leitung der Französischlehrerin Patricia Grober eine Reise nach Frankreich, um die Sprachkenntnisse der Schüler zu vertiefen. Michael wird für diese Exkursion ebenfalls (zwangs)eingeschrieben. Gleichzeitig wird auf dem Flughafen ein ebenfalls nach Frankreich reisender CIA-Agent, dessen Deckname mit Michaels Name identisch ist, von der Mörderin Ilsa Grunt getötet. Da außer seinem Decknamen nichts vom Agenten bekannt war – nicht einmal sein Aussehen und sein Alter – wird Michael in Frankreich von Geheimdienstlern für ebendiesen Agenten gehalten. Er erhält eine Agentenausrüstung à la James Bond und erhält den Auftrag, den Politiker Augustus Steranko zu beschützen. Sich zunächst der eigentlichen Gefahr nicht bewusst, versucht Michael, dem Auftrag nachzukommen.
Es stellt sich allerdings schnell heraus, dass Steranko ein psychopathischer Größenwahnsinniger ist, der zahlreiche europäische Politiker ermorden lassen und die gesamten Goldreserven in Europa an sich reißen will. Ilsa Grunt war Sterankos Ziehmutter, Ausbilderin und Auftragsmörderin. Da mit Michaels Auftauchen auch auf der Feindseite Zweifel über den Tod des echten Agenten aufgekommen sind, werden Mordanschläge auf Michael verübt und Mrs. Grober und ihre Klasse in Sterankos Schloss entführt. Michael verbündet sich mit Mariska, deren Vater ein von Steranko getöteter Geheimagent war und die auf eigene Faust gegen Steranko vorgehen wollte. Gemeinsam befreien sie die Schüler und die Lehrerin und erledigen Steranko, als dieser zu flüchten versucht. Letztendlich bekommt Michael doch noch eine gute Note in Französisch und beschließt, weiter für die CIA zu arbeiten.

## Kritiken
Filmdienst schrieb, der „aufwendig produzierte Film“ richte sich „an ein Teenager-Publikum und dessen Konsum-Begehrlichkeiten“. Er schwanke „unentschlossen zwischen Persiflage und Action-Fast-Food“ sowie biete „nur bescheidene Unterhaltung“. Bemerkenswert sei einzig „die Verlagerung des Feindbildes: vom machthungrigen Superstaat zur Wirtschaftsmacht der Europäischen Gemeinschaft“.
Die Zeitschrift Cinema schrieb, der „Mix aus James-Bond-für-Arme und Teenie-Alberei“ sei „beängstigend flach“ gefallen. Auch die Mitarbeit von Linda Hunt könne ihn nicht retten.

## Auszeichnungen
William Dear, Robin Bartlett und der Film als Bester Fantasyfilm wurden im Jahr 1992 für den Saturn Award nominiert.

## Hintergründe
Der Film wurde in Montreal und in einigen anderen Orten in Québec gedreht. Er spielte in den Kinos der USA ca. 7,8 Millionen US-Dollar ein.